# 瓦葺職人
瓦葺職人（かわらぶきしょくにん）とは、瓦の屋根を葺く職人。瓦師、瓦屋とも。

## 概説
瓦は焼き物で工業製品のように必ずしも全てが規格通りに作るのは難しい。また、半プレカットの製品とも言えるが、やはり現場状況に応じて現場加工することが必要なので、瓦の素材を熟知したプロフェッショナルが必要とされる。特に伝統の和瓦（和型）においては高度な施工技術が必要で専門の職人でなければまともな施工はできない。
近年流行りの陶器平板瓦（F型）は施工が大幅に簡単になったために、にわか瓦葺職人でも施工できないことはないが、やはり難しい納まりや焼き上がりの状態が不安定な商品が出荷されてきた時などは専門の瓦葺職人でないとちゃんとした納まりは難しいので仕事を頼む先は注意が必要である。
瓦葺職人の資格として日本では厚生労働大臣認定の「かわらぶき技能士」1級、2級がある。また、瓦葺きを現場監督する資格として「瓦屋根工事技士」があり、旧建設大臣認定資格であったが、業界団体の働きかけもむなしく近年大臣認定ははずされてしまった。現在は難易度も上がり　国土交通省が認定している。瓦屋根工事技士とかわらぶき1級技能士を取得していると「瓦屋根診断技士」の資格を受講することができる。